# John J. Cochran

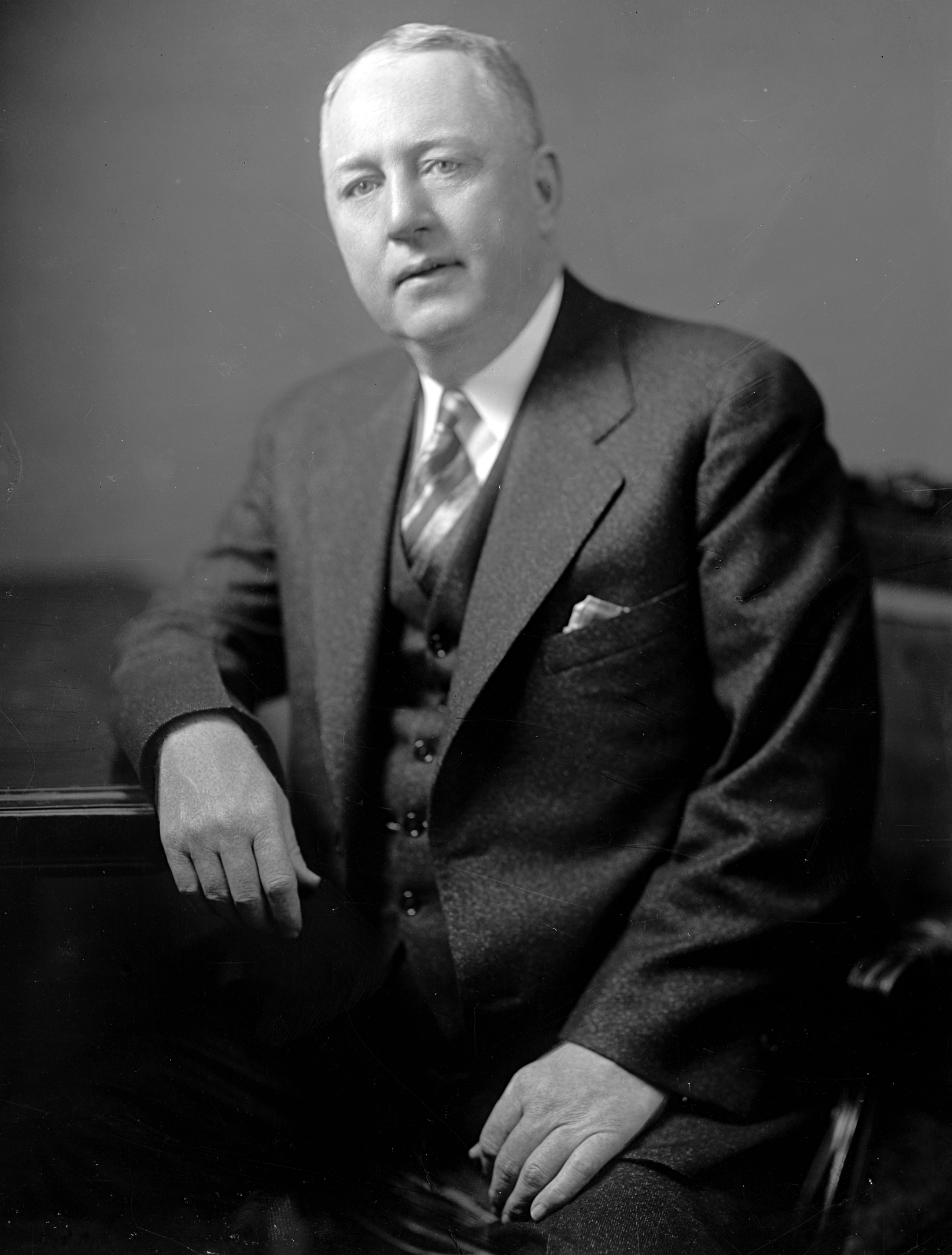
John J. Cochran

John Joseph Cochran (* 11. August 1880 in Webster Groves, St. Louis County, Missouri; † 6. März 1947 in St. Louis, Missouri) war ein US-amerikanischer Politiker. Zwischen 1926 und 1947 vertrat er den Bundesstaat Missouri im US-Repräsentantenhaus.

## Werdegang
John Cochran besuchte die öffentlichen Schulen seiner Heimat und arbeitete danach für verschiedene Zeitungen in St. Louis. Zwischen 1911 und 1913 war er für den städtischen Wahlausschuss von St. Louis tätig. Zwischen 1913 und 1917 sowie nochmals von 1918 bis 1921 fungierte er als Sekretär des Kongressabgeordneten William L. Igoe. Dazwischen war er in den Jahren 1917 und 1918 in gleicher Funktion für den US-Senator William J. Stone tätig. Damals arbeitete er auch für den Auswärtigen Ausschuss des Senats. Nach einem anschließenden Jurastudium und seiner 1921 erfolgten Zulassung als Rechtsanwalt arbeitete er nur im kleinen Umfang in diesem Beruf. Von 1921 bis 1926 war er beim Kongressabgeordneten Harry B. Hawes beschäftigt.
Politisch war Cochran Mitglied der Demokratischen Partei. Nach dem Rücktritt von Harry Hawes, der in den Senat wechselte, wurde er bei der fälligen Nachwahl für den elften Sitz von Missouri als dessen Nachfolger in das US-Repräsentantenhaus in Washington, D.C. gewählt, wo er am 2. November 1926 sein neues Mandat antrat. Nach mehreren Wiederwahlen konnte er sein Mandat im Kongress bis zum 3. Januar 1947 ausüben. Im Jahr 1934 strebte er erfolglos die Nominierung seiner Partei für die Senatswahlen an. Ab dem 4. März 1933 vertrat Cochran als Nachfolger von Clyde Williams den dreizehnten Distrikt seines Staates.
Während seiner Zeit im Kongress wurden dort zwischen 1933 und 1941 die meisten der New-Deal-Gesetze der Bundesregierung verabschiedet. Im Jahr 1933 wurden der 20. und der 21. Verfassungszusatz ratifiziert. Seit 1941 war auch die Arbeit des Repräsentantenhauses von den Ereignissen des Zweiten Weltkrieges und dessen Folgen geprägt. Von 1931 bis 1941 war John Cochran Vorsitzender des Ausschusses zur Kontrolle der Regierungsausgaben (Committee on Expenditures in Executive Departments). Zwischen 1939 und 1947 leitete er auch das Committee on Accounts. Im Jahr 1946 verzichtete Cochran auf eine weitere Kongresskandidatur. Er starb am 6. März 1947 in St. Louis, nur zwei Monate nach seinem Ausscheiden aus dem Parlament.